# CSM Ploiești

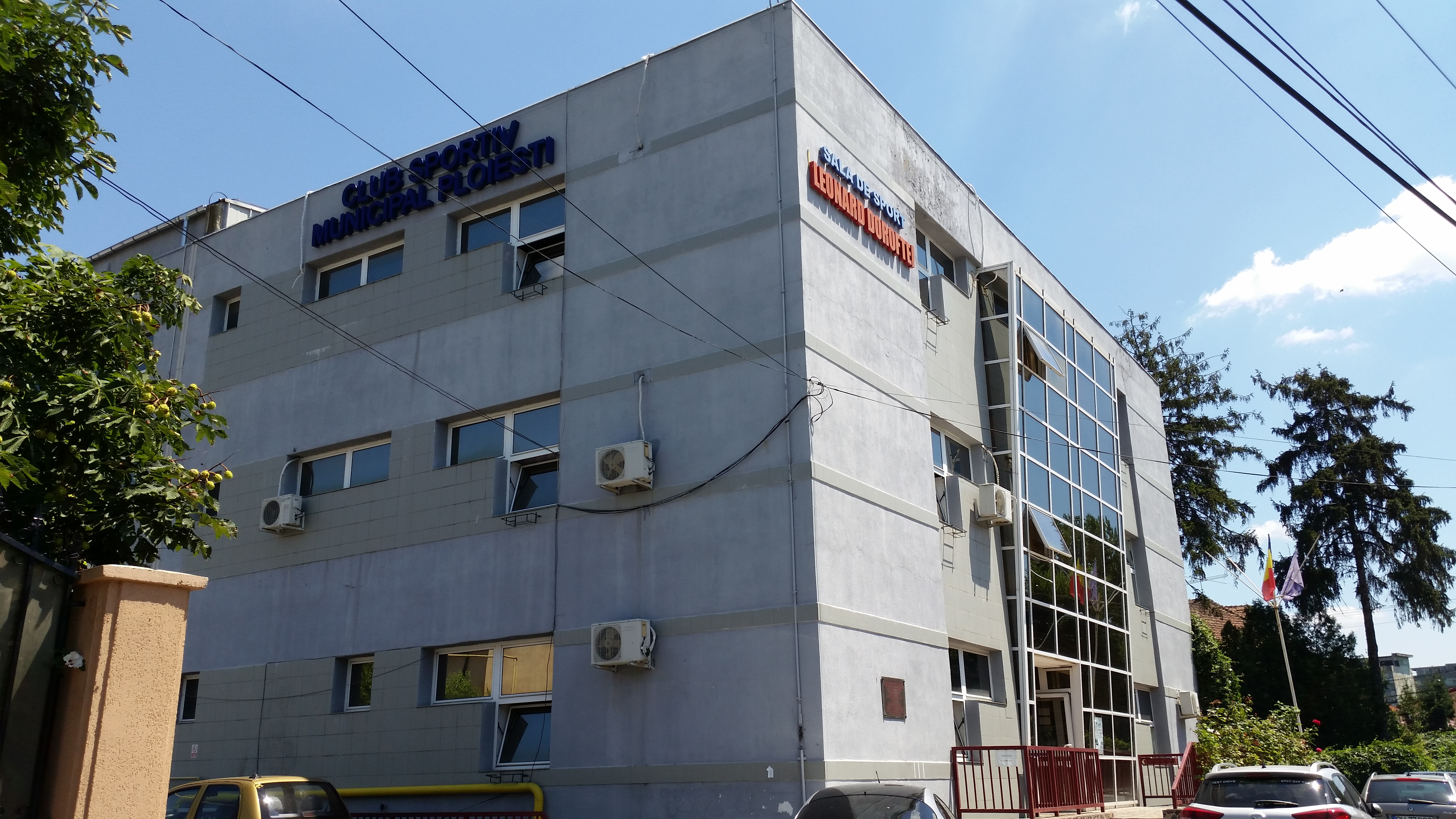
Bureaux du club sportif CSM Ploiești.

Le CSM Ploiești (Clubul Sportiv Municipal Ploiești en roumain) est un club roumain de handball féminin basé à Ploiești.
Il évolue en championnat de Roumanie depuis la saison 2012-2013 (ro).

## Joueuses historiques
- Ramona Farcău
- Marina Dmitrović